# Yuri Simões
Yuri Simões (Califórnia, 18 de junho de 1990) é um atleta brasileiro de grappling, praticante de Jiu-Jitsu Brasileiro (BJJ) e artista marcial misto que competiu no ONE Championship. Ele é tricampeão do Campeonato Mundial de Submission Fighting da ADCC em duas categorias de peso diferentes.

## Início de vida e educação
Simões começou a treinar judô aos quatro anos, passando para o Jiu-Jitsu Brasileiro aos nove anos. Ele recebeu sua faixa preta de Ricardo Vieira em 2011 e, em 2013, mudou de equipe para treinar com Caio Terra.

## Carreira nas artes marciais

### Carreira no grappling
Simões conquistou sua primeira medalha no Campeonato Mundial de Submission Fighting da ADCC em 2015, quando venceu o ouro na categoria 88 kg. Durante o torneio, ele derrotou Keenan Cornelius, Romulo Barral, Zbigniew Tyszka e Ricardo Mesquita. Ele também participou da edição de 2017 do ADCC, competindo na categoria 99 kg. Yuri venceu Roman Dolidze por pontos na rodada inicial, Mike Perez por decisão nos quartos de final, Jackson Sousa por pontos nas semifinais e Felipe Pena por pontos na final, conquistando novamente a medalha de ouro.
Simões também conquistou quatro medalhas de ouro no Campeonato Mundial de Jiu-Jitsu Sem Quimono da IBJJF, vencendo tanto em sua categoria de peso quanto na categoria absoluto, em 2014 e 2016. Simões venceu seu terceiro título do ADCC, desta vez na categoria absoluto, após derrotar Lachlan Giles, Nick Rodriguez, Roberto Abreu e Nicholas Meregali na final do Campeonato Mundial de Submission Fighting da ADCC de 2022.
Simões competiu contra Nick Rodriguez no UFC Fight Pass Invitational 5, em 10 de dezembro de 2023. Ele perdeu a luta por pontos. Após a luta, Simões revelou que sofreu uma lesão no ombro durante o treinamento e precisaria de cirurgia para repará-la, afastando-o das competições enquanto se recupera.

### Artes marciais mistas
Tendo iniciado o treinamento em artes marciais anos antes, ele anunciou em agosto de 2020 que assinou com o ONE Championship. Sua primeira luta foi anunciada para o ONE Championship: Inside the Matrix 3, onde estava escalado para enfrentar Fan Rong em 13 de novembro de 2020. Yuri perdeu sua estreia promocional por decisão unânime.
Ele foi escalado para enfrentar Daniyal Zainalov no ONE: Full Circle, em 25 de fevereiro de 2022. Simões perdeu por decisão dividida.
Após sofrer duas derrotas consecutivas no início de sua carreira no MMA, ele foi dispensado pelo ONE.

## Mixed martial arts record
| Cartel no MMA |           |            |
| 2 lutas       | 0 vitória | 2 derrotas |
| Por decisão   | 0         | 2          |

| Res.    | Cartel | Oponente         | Método            | Evento                   | Data                    | Round | Tempo | Local              | Notas                    |
| ------- | ------ | ---------------- | ----------------- | ------------------------ | ----------------------- | ----- | ----- | ------------------ | ------------------------ |
| Derrota | 0–2    | Daniyal Zainalov | Decisão           | ONE: Full Circle         | 2022 de fevereiro de 25 | 3     | 5:00  | Kallang, Singapore | Estréia Peso Médio       |
| Derrota | 0–1    | Fan Rong         | Decisão (unânime) | ONE: Inside the Matrix 3 | 2020 de novembro de 13  | 3     | 5:00  | Kallang, Singapore | Estréia Peso Meio-Pesado |